# Animal Heroes

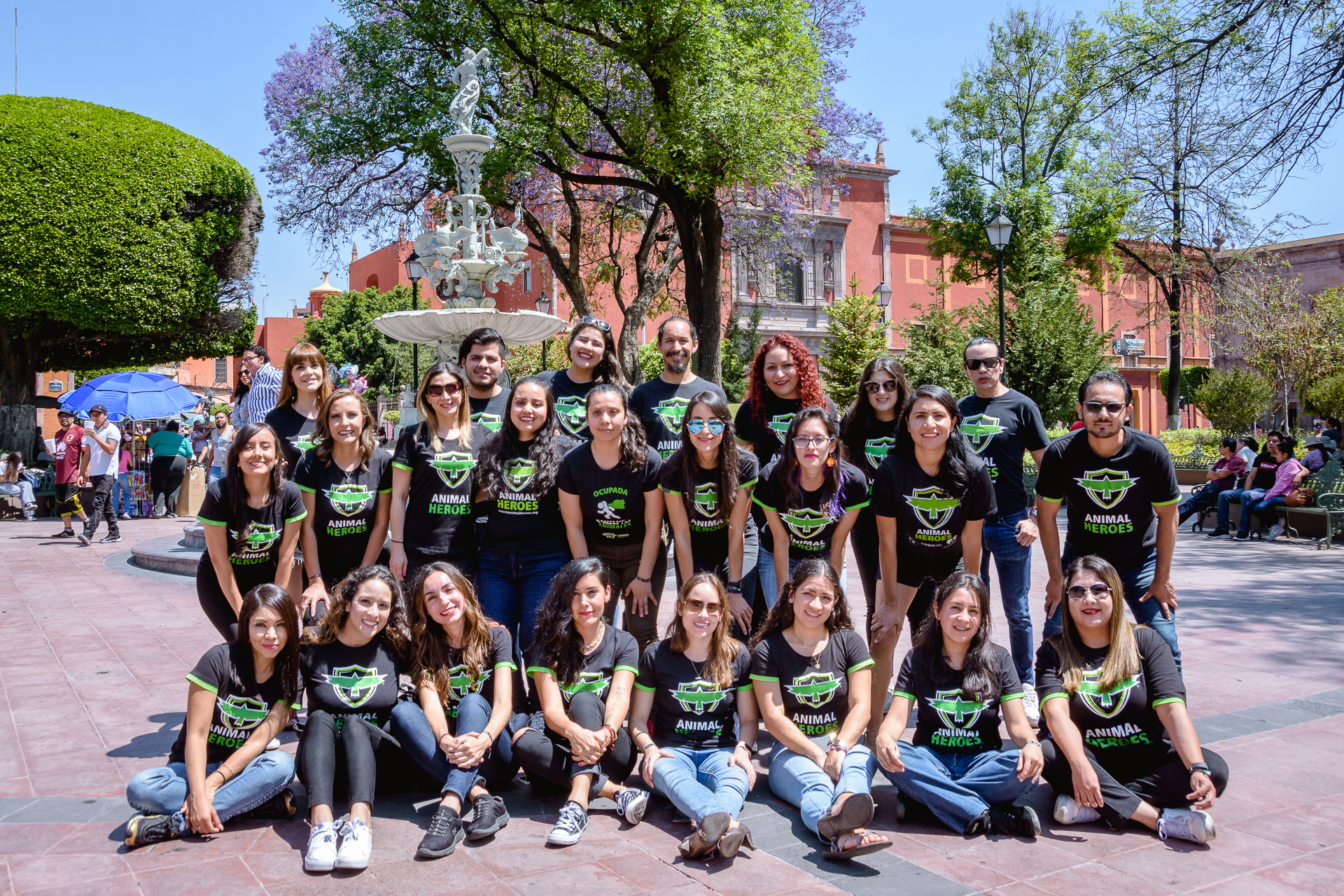
Equipo de Animal Heroes, 2020.

Animal Defense Heroes A.C, conocida como Animal Heroes es una organización de la sociedad civil de defensa de los derechos de los animales fundada en México en 2014. Animal Heroes trabaja principalmente en legislación y educación. En el tiempo que llevan de actividad han logrado cambios significativos en los derechos de los animales en México y han recibido varios reconocimientos como Voluntarios ONU, Expoenverdeser, reconocimiento por parte del Estado de Coahuila por su participación en la prohibición de las corridas de toros en el estado, han sido finalistas en los Premios Bien Fest como Organización de Mayor Impacto en el Desarrollo del Bienestar y la Salud en México y además están dentro de los 10 animalistas más influyentes en México durante 2015.
Animal Heroes cuenta con el apoyo de personalidades del espectáculo interesadas en los derechos de los animales como Marco Antonio Regil, Eugenio Derbez, Kate del Castillo, Joy Huerta, Aislinn Derbez, Sofía Sisniega, Sherlyn, Christopher Uckermann entre otros.
En México fueron los pioneros en crear la Bancada Animalista, un grupo de políticos y legisladores que se alían para crear mejores leyes para los animales, algunos de los integrantes son Martí Batres, Diego Sinhue, Martha Tagle, Mario Delgado, Zoé Robledo, Federico Döring, Alessandra Rojo y Leticia Varela entre otros.
Además en época de elecciones locales, estatales y federales cuentan con la campaña Haz Tu Compromiso, en donde los candidatos a los distintos puestos de elección popular firman un compromiso de campaña por los animales y ha sido refrendado por más de 250 aspirantes. Durante la campaña presidencial de 2018, todos los candidatos (Andrés Manuel López Obrador, Ricardo Anaya, José Antonio Meade y Jaime Rodríguez Calderón) firmaron su compromiso por los animales como parte de la campaña «Haz Tu Compromiso». Esto fue algo histórico, ya que anteriormente los candidatos a presidente del país nunca se habían comprometido por escrito por los animales.
En 2020 fueron la organización elegida por Daiana Hernández ganadora del «Torneo de Creadores» evento encabezado por Luisito Comunica y Berth Oh. El video lleva más de 15 millones de reproducciones.
Durante las elecciones locales y estatales de 2021 lanzaron la campaña Agenda Animalista en donde más de 3500 acuerdos por los animales se firmaron como compromiso de parte de candidatos a puestos de elección popular. Además en junio presentaron el documental Contrastes dirigido por Vanessa Prigollini y Antonio Franyuti y narrado por Aislinn Derbez.

### Peleas de gallos
En 2017, en el Estado de Hidalgo se llevó a cabo el foro «Hacia una política pública de bienestar socio-animal», donde el gobernador Omar Fayad participó y se comprometió a defender a los animales. Pero, en 2021, el Congreso del Estado de Hidalgo decidió declarar las peleas de gallos como patrimonio cultural inmaterial, por lo que Animal Heroes instó al gobernador a vetar esa iniciativa, ya que estaba dentro de sus facultades. La presión mediática ejercida hacia el gobernador logró que este se decidiera a ejercer el veto, lo cual fue celebrado por un gran sector de la sociedad.

### Aprobación de prohibición de experimentación cosmética en animales
Después de una campaña que inició desde 2019, en la que el senador Ricardo Monreal, miembro de la Bancada Animalista, presentara la iniciativa Libre De Crueldad, finalmente el 2 de septiembre la iniciativa fue aprobada por votación unánime. Animal Heroes realizó actos mediáticos para acompañar la presentación de la iniciativa. El 1 de septiembre se presentaron en el Senado para realizar una protesta pacífica en donde pedían a las y los senadores votar a favor de la iniciativa que finalmente fue aprobada al día siguiente.
Con este logro, México se convirtió en el 39.º país a nivel mundial en prohibir las pruebas cosméticas en animales, el tercero en Latinoamérica, después de Guatemala y Colombia, y el primero en Norteamérica. En la iniciativa se estipula que una vez publicada en el Diario Oficial de la Federación, las empresas relacionadas con la cosmética tendrán 180 días para comenzar a cambiar sus procesos, y un año para terminar definitivamente con la investigación, desarrollo, fabricación y comercialización de productos probados en animales para la cosmética.

### Documental Contrastes
En junio de 2021 Animal Heroes presentó el documental Contrastes, dirigido por la educadora marina Vanessa Prigollini y Antonio Franyuti. El documental fue narrado por la actriz Aislinn Derbez en su versión en español y por Leonora Milán en su versión en inglés. En septiembre del mismo año el documental ganó el premio a cortometraje documental en el Festival Santiago Wild.

## Campañas
Entre sus campañas permanentes están:

### Salvemos a los delfines
Busca reformar la legislación para prohibir la reproducción de delfines en cautiverio, su captura y mejorar sus normas de bienestar mientras vivan ahí. En 2018 realizaron un simposio en el Congreso de la Ciudad de México en donde científicos de diferentes países, expertos en mamíferos marinos, neurología y conservación, que demostraron a los legisladores los efectos de la vida en cautiverio y los datos falsos que algunos usan para seguir explotando a los animales.

### Los silvestres no son mascotas[30][31][32]
Busca reformar la Ley General de Vida Silvestre y terminar con los permisos de tenencia de animales silvestres como animales de compañía.

### México sin tauromaquia[33][34][35]
Promueve leyes que prohíban las corridas de toros. México ha logrado prohibir en 5 estados: Sonora, Coahuila, Quintana Roo, Guerrero y Sinaloa.
En febrero de 2025, Animal Heroes afirmó que las corridas de toros son ilegales en México, argumentando que violan la Norma Oficial Mexicana NOM-033-SAG/ZOO-2014, la cual prohíbe métodos que causen sufrimiento innecesario a los animales destinados al consumo humano. Según Jerónimo Sánchez, director general de la organización, los toros utilizados en estos espectáculos son considerados animales de consumo, por lo que su tortura en corridas contraviene dicha normativa. Animal Heroes ha presentado más de 400 denuncias ante la Secretaría de Agricultura y Desarrollo Rural (SADER) solicitando la aplicación de la ley y la prohibición de estos eventos.
Además de las acciones legales, la organización ha realizado protestas públicas, incluyendo una manifestación frente a la Plaza de Toros México, donde representaron simbólicamente el sufrimiento del toro durante una corrida. En esta protesta participó la actriz Sofía Sisniega, quien ha apoyado activamente las campañas de Animal Heroes.

### +Kota no vendas + animales
En 2019 se realizó una petición a los directivos de la tienda de animales +Kota (Mascota) para dejar de vender animales que son extraídos de criaderos de animales de compañía (fábricas de animales o fábricas de cachorros), enviada ese mismo año, incluida una manifestación en diferentes sucursales de México. Esta petición surge luego de cuatro videos publicados en las redes sociales en junio de 2015 donde se ve cómo dos empleados de la compañía de nombres Cristian Armando Morales Moreno y René Butrón Hernández realizan actividades de maltrato y tortura animal a dos perros chihuahuas y un hámster, el último de los cuales muere a causa de una patada; uno de ellos menciona que les va a realizar un "ritual de bienvenida" a los animales para "formar parte de la familia +Kota", esto sucedió en una sucursal ubicada en Pachuca, Hidalgo, desatando una ola de comentarios en Twitter con el Hashtag #MaskotaMaltrataAnimales, llegó a ser Trending topic a nivel nacional en México; dicho esto, la ubicación fue clausurada definitivamente, incluidas sus tres sucursales ubicadas en esa misma ciudad, además de citatorios enviados a los dos empleados, así como una petición lanzada en Change.org dirigida a la Universidad Autónoma del Estado de Hidalgo (UAEH). Uno de los empleados (Cristian Armando Morales Moreno) publica a través de sus redes sociales un video donde ofrece una disculpa pública por lo sucedido.
En 2022, la compañía anunció que ya no vendería animales en sus sucursales. En 2023 la empresa es declarada en quiebra.

### Mercado de Sonora, un infierno para los animales

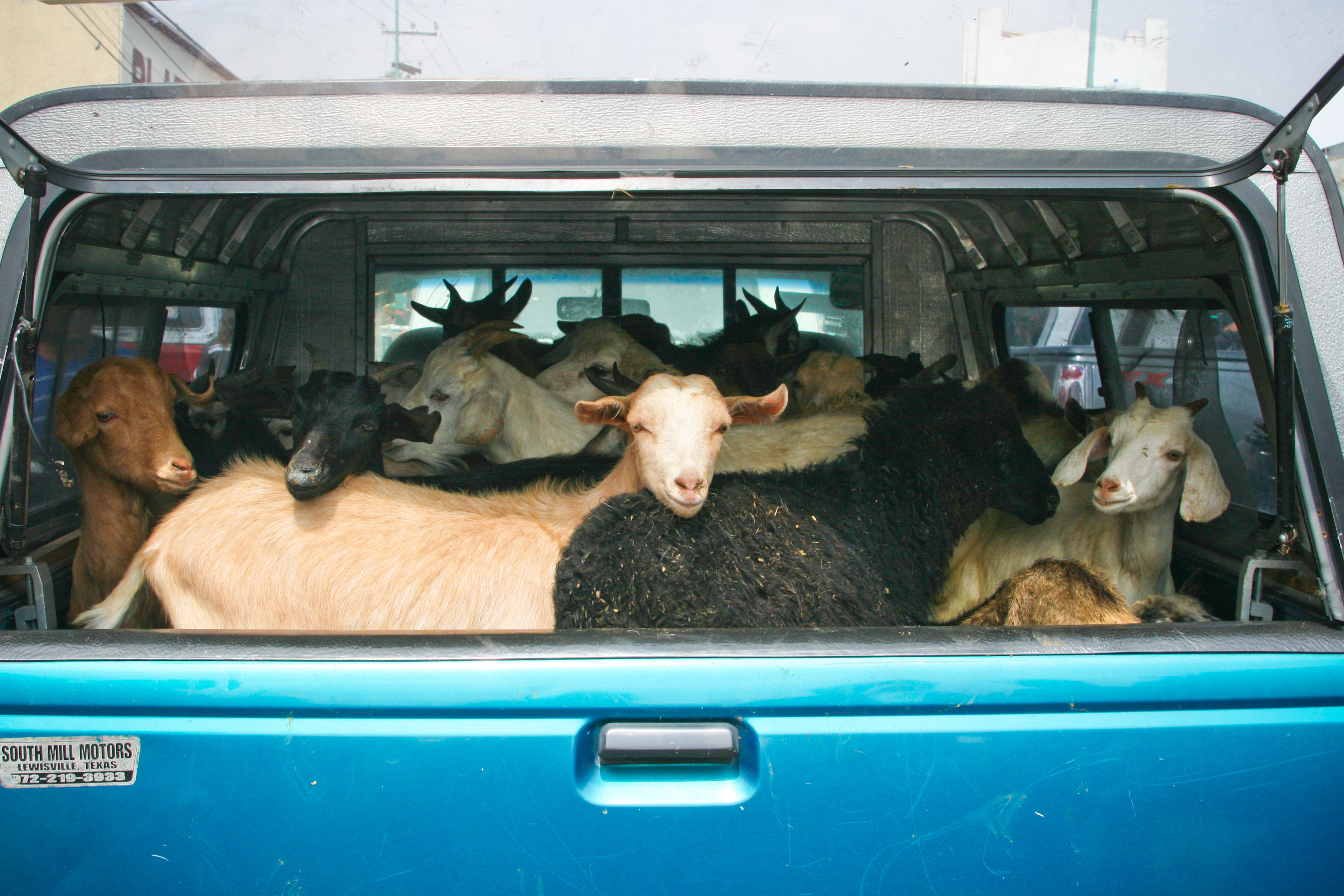
Cabras comercializadas en el lugar para rituales de santería y brujería

En 2021 se realizó un performance en la Plaza de la Constitución en Ciudad de México en torno a la crueldad animal que se vive en el Mercado de Sonora debido a la venta ilegal de animales para uso de rituales en sacrificios de brujería y santería, donde el animal pierde la vida cruelmente, a pesar de su prohibición ante la ley, principalmente animales domésticos se comercializan para este tipo de acciones, además de la limitada alimentación y nulos ciertos cuidados a los seres sintientes que perviven en este sitio, estos viven aglomerados en jaulas, por lo que llegan a contraer enfermedades como parvovirus y sarna, así también conviven con severo estrés ambiental, —donde incluso pierden cierta movilidad—, algunas especies que se ofrecen son especies de ganado, especies exóticas y especies en peligro de extinción. Diversos tipos de especies y animales son comercializados como objetos y algunos de estos son desechados a la basura cuando se enferman y mueren en agonía.
Durante este mismo año, la fecha del 4 de noviembre el establecimiento sufrió un incendio, supuestamente provocado por un corto circuito, debido a esto sale a relucir la desnutrición de todos los animales de este lugar, algunos fueron rescatados vivos.
En 2023, el Congreso de la Ciudad de México (CCDMX) prohibió la venta de animales en mercados y en la vía pública.

### Cárcel al maltratador[67][68][69][70]
Busca reformar los códigos penales para que el maltrato animal sea castigado con penas más severas y que actualmente pocos casos han llevado a sanciones. En junio de 2021 en conjunto con otras organizaciones locales lograron aumentar las penas hasta cuatro años de prisión y multa de hasta 50 mil pesos a quien cometa actos de crueldad o cause muerte a un animal en el estado de Morelos.

### Libre de crueldad[72][73]
Promueve la prohibición de la fabricación, importación y comercialización de productos o ingredientes que experimenten con animales.
Si bien sus áreas de acción son principalmente legislativas y de educación, también realizan actos mediáticos que generalmente acompañan las campañas en las que trabajan como body paintings y performances.
El 2 de septiembre de 2021 lograron la aprobación de la prohibición de la experimentación cosmética en animales.

### Día Internacional Contra la Venta de Animales
El 17 de diciembre de 2019, Animal Heroes instauró el Día Internacional Contra la Venta de Animales para crear conciencia sobre los problemas que acarrea la compra-venta de animales. Además de crear conciencia, este día busca pedir a las autoridades sanciones para las personas que se dedicar a la venta de animales silvestres y domésticos.

## Implicaciones en la conservación animal
Pese a que sus acciones son bien intencionadas, la falta de apoyo por parte de profesionistas y el envolverse con celebridades implicadas en políticas populistas han hecho que cometan diversos crímenes contra los animales. Entre ellos se encuentran la muerte de más de 80% de los animales de circo y más recientemente el apoyo a la fundación Black Jaguar-White Tiger Foundation acusada de maltrato animal. Sin embargo, Animal Heroes ha desmentido la muerte de los animales de circo con información de acuerdo a la PROFEPA.